# Ute Plambeck
Ute Plambeck (* 27. Dezember 1962 in Hamburg) ist eine deutsche Managerin.

## Leben
Plambeck trat nach dem Abitur ein Studium im gehobenen nichttechnischen Bundesbahndienst an. Das Studium an den Fachhochschulen des Bundes für öffentliche Verwaltung in Köln und in Mainz schloss sie 1985 als Diplom-Verwaltungsbetriebswirtin ab.

## Wirken
Nach ersten beruflichen Stationen bei der Deutschen Bundesbahn und der DB Station & Service AG war sie bis 2013 Konzernbevollmächtigte der Deutschen Bahn AG für die Länder Hamburg und Schleswig-Holstein. Seit 2007 hatte sie zudem als Vorsitzende des Konzernsprecherausschusses des Deutsche-Bahn-Konzerns einen Sitz im Aufsichtsrat der Deutschen Bahn AG als Vertreterin der Leitenden Angestellten inne.
Plambeck wurde mit Wirkung zum 1. Mai 2013 zum Vorstand der DB Netz AG mit der Zuständigkeit für das Ressort Personal berufen.
Seit dem 1. März 2023 ist Frau Plambeck nach Ausscheiden aus dem Vorstand der DB Netz AG erneut als Konzernbevollmächtigte der Deutschen Bahn AG für die Länder Hamburg und Schleswig-Holstein tätig.